# فهرست‌های موزه‌های ایروان
فهرست‌های موزه‌های ایروان (انگلیسی: List of museums in Yerevan) در زیر آورده شده‌است:
ایروان پایتخت و مرکز فرهنگی جمهوری ارمنستان می‌باشد و خانه موزه‌های بسیاری می‌باشد.

## تاریخ، باستان‌شناسی
- موزه تاریخ ارمنستان (۱۹۲۰)
- موزه تاریخ ایروان (۱۹۳۱)
- یادمان نسل‌کشی ارمنی‌ها (۱۹۶۷)
- موزه اربونی (۱۹۶۸)
- مام ارمنستان (۱۹۷۰)

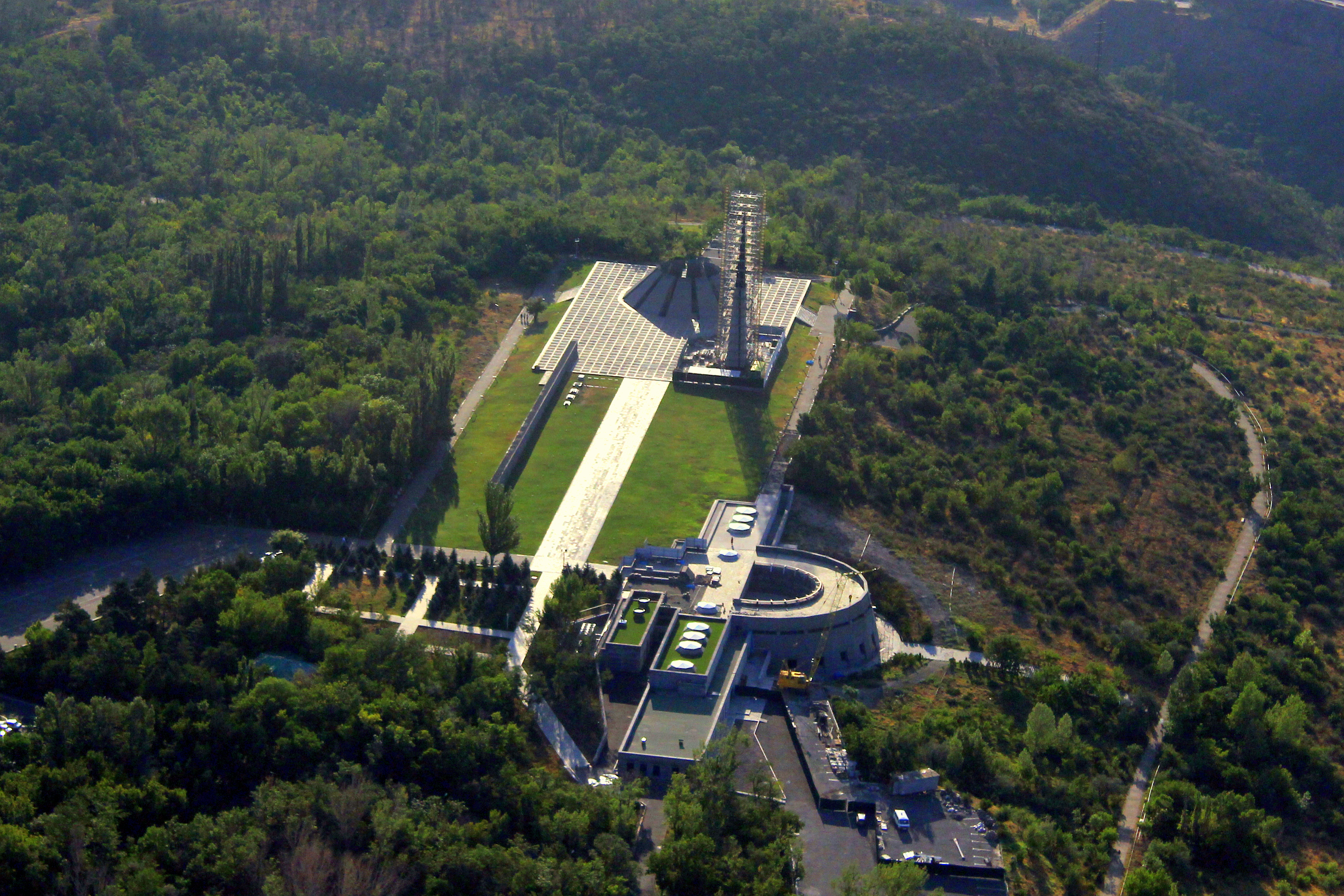
موزه و یادمان نسل‌کشی ارمنی‌ها

- موزه تاریخ فدارسیون انقلابی ارمنستان (۲۰۰۷)

## هنر، ادبیات
- نگارخانه ملی ارمنستان (۱۹۲۱)
- موزه هنر و ادبیات چارنتس (۱۹۲۱)
- موزه هُوْهانِس تومانیان (۱۹۵۳)

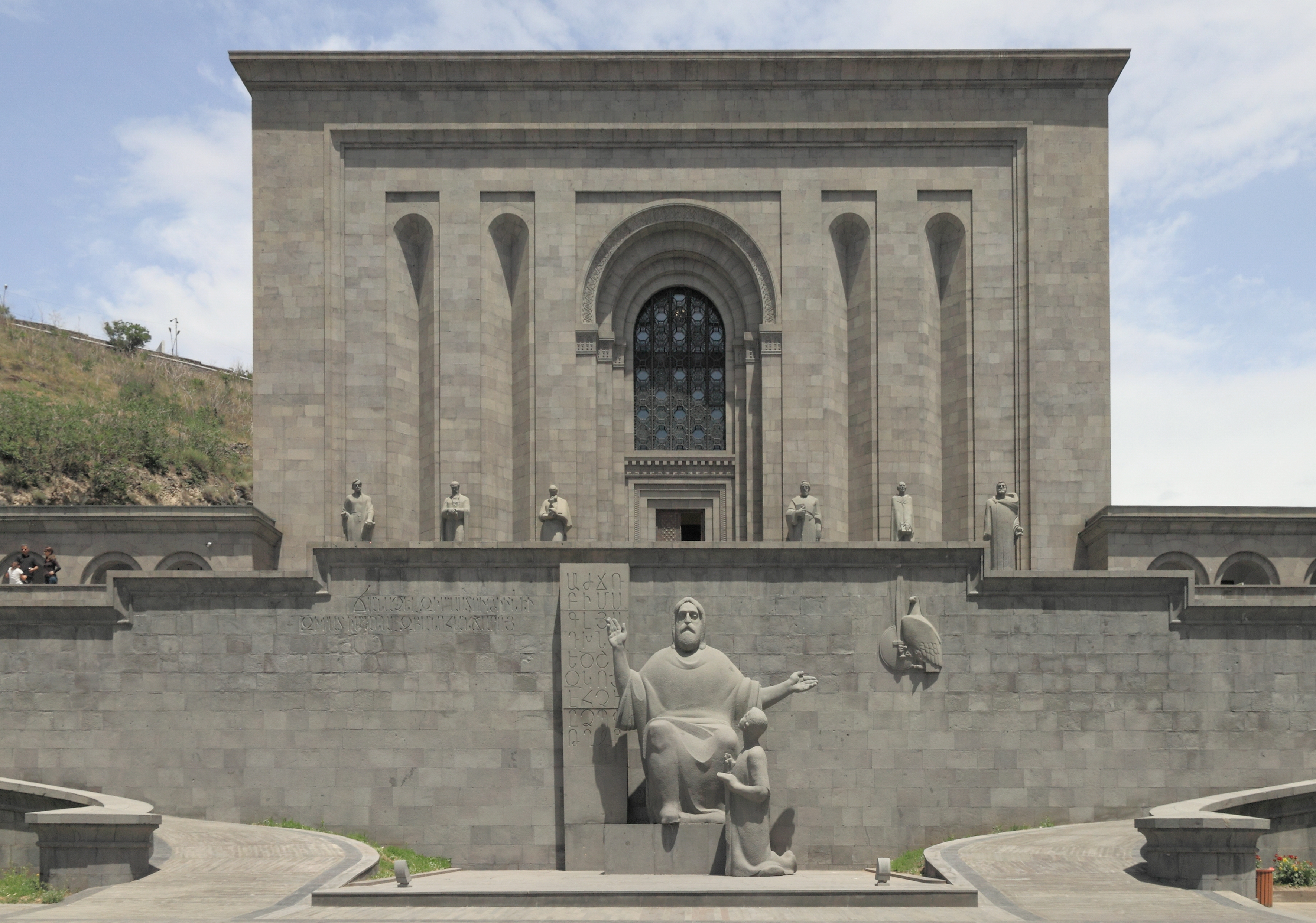
ماتناداران

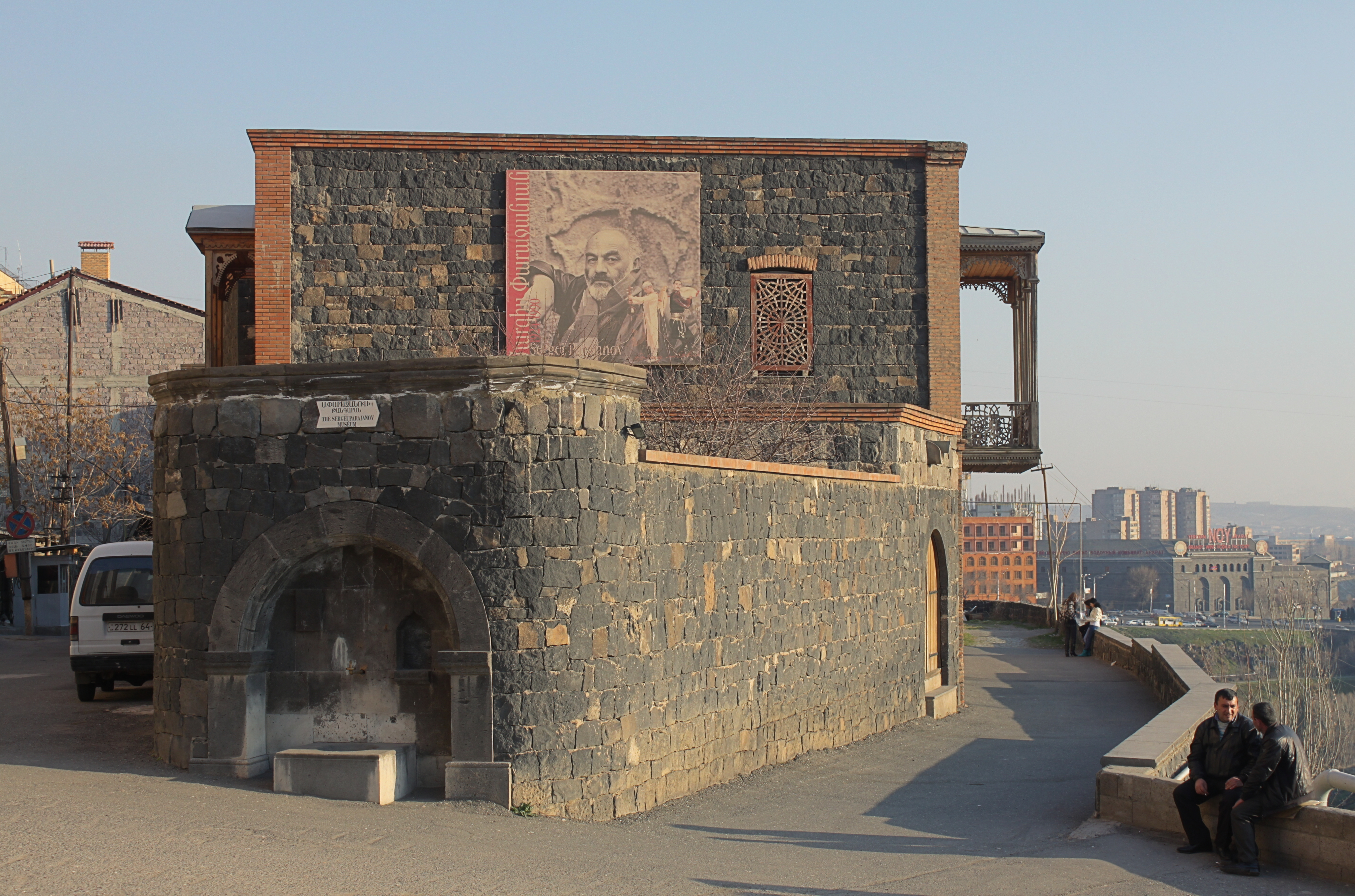
موزه سرگئی پاراجانف

- نیاد دستنوشته‌های کهن: ماتناداران (۱۹۵۹)
- موزه هنر مدرن ایروان (۱۹۷۲)
- موزه چوب‌کاری ایروان (۱۹۷۷)
- موزه هنری فولک هُوْهانِس شارامبیان (۱۹۷۸)
- موزه کوچار ایروان (۱۹۸۴)
- موزه هنری روسی ایروان (۱۹۸۴)
- موزه سرگئی پاراجانف (۱۹۸۸)
- موزه هنری خاورمیان (۱۹۹۳)
- موزه-انستیتو ملی معماری آلکساندر تامانیان (۲۰۰۲)
- موزه دانشگاه دولتی آموزشی ارمنستان (۲۰۰۴)
- مرکز هنری کافسجیان (۲۰۰۹)
- موزه کومیتاس (۲۰۱۵)

## خانه‌موزه، زندگی‌نامه
- خانه‌موزه خاچاطور آبوویان (۱۹۳۹)

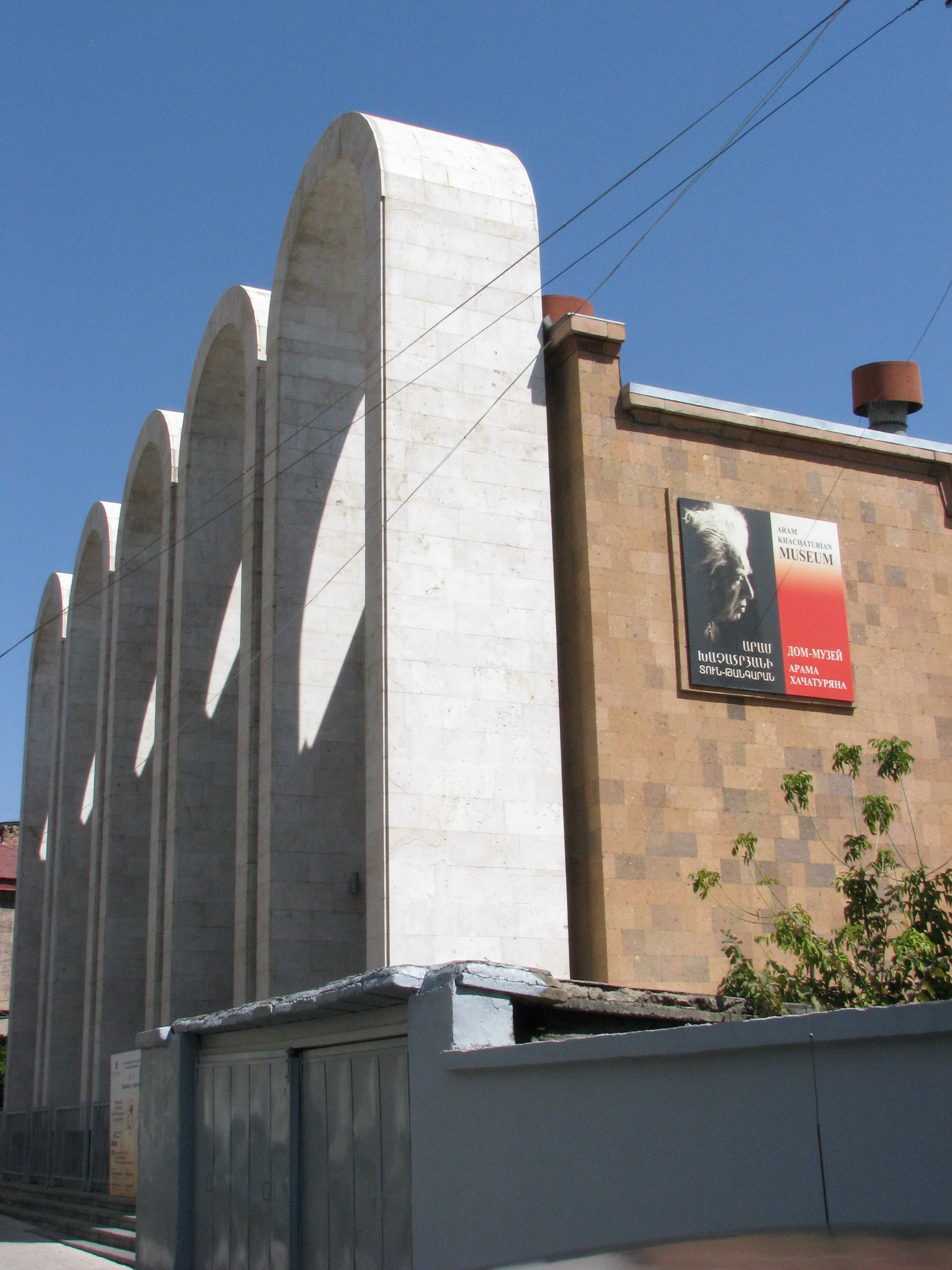
en:House-Museum of Aram Khachaturian

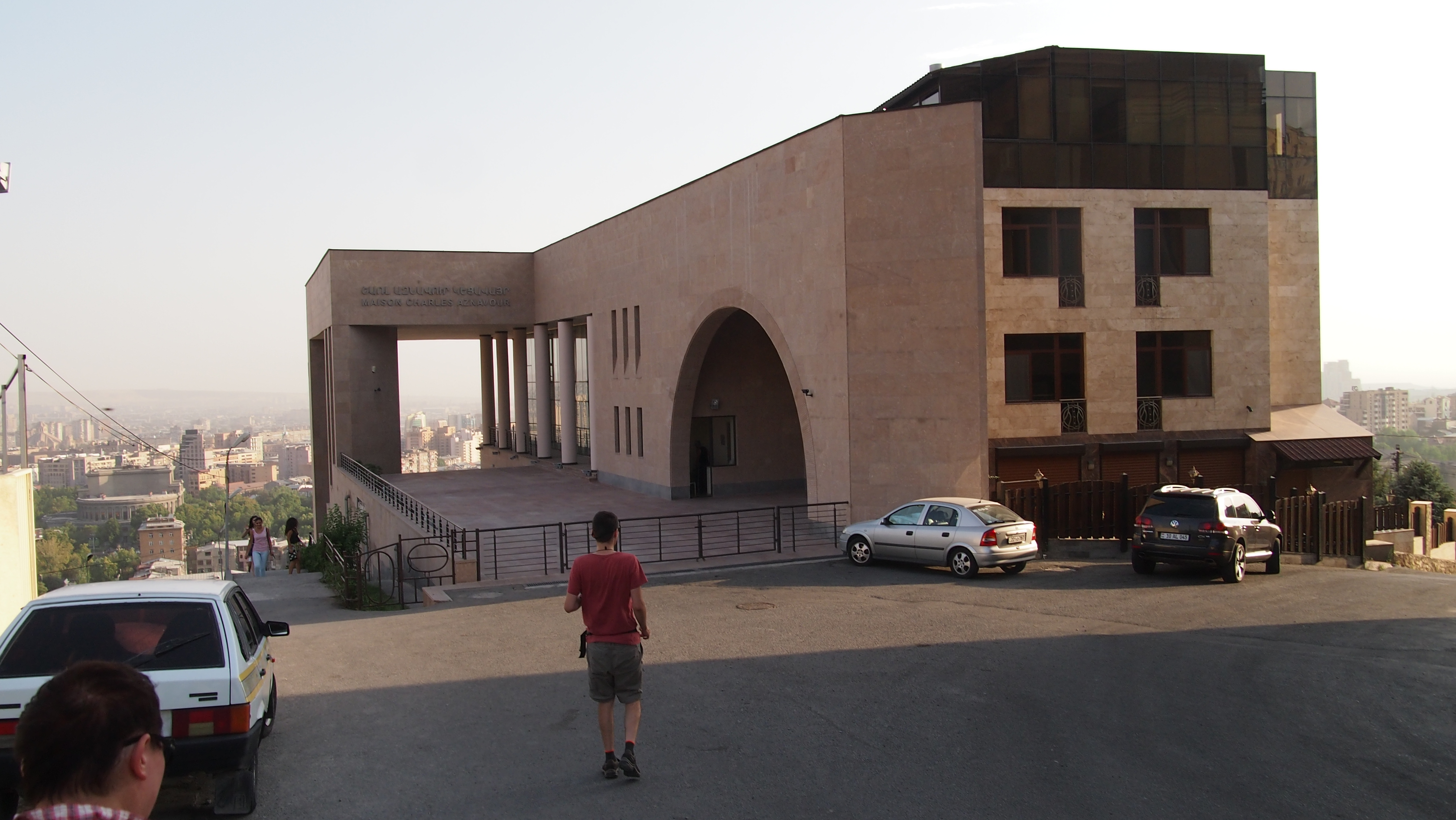
en:Charles Aznavour Museum

- خانه‌موزه هُوْهانِس تومانیان (۱۹۵۳)
- خانه‌موزه آلکساندر اسپندیریان (۱۹۶۳)
- خانه‌موزه آوتیک ایساهاکیان (۱۹۶۳)
- خانه‌موزه یقیشه چارنتس (۱۹۶۴)
- خانه‌موزه ماردیروس ساریان (۱۹۶۷)
- خانه‌موزه آرا سارگسیان و هاکوب کوجویان (۱۹۷۳)
- خانه‌موزه درنیک دمیرچیان (۱۹۷۷)
- موزه گئورگ گریگوریان (Jotto) (۱۹۷۷)
- خانه‌موزه آرام خاچاتوریان (۱۹۷۸)
- موزه درنیک دمیرچیان (۲۰۰۱)
- خانه‌موزه سیلوا کاپوتیکیان (۲۰۰۳)
- موزه جنبش میهن‌پرستی ژنرال آندرانیک (۲۰۰۶)
- خانه‌موزه گوریون نیکوغوسیان (۲۰۰۹)
- موزه گالنتس (۲۰۱۰)
- موزه شارل آزناور (۲۰۱۱)
- موزه فریتیوف نانسن (۲۰۱۴)

## طبیعی, زمین‌شناسی
- موزه جانورشناسی ایروان (۱۹۲۰)
- موزه زمین‌شناسی هُوْهانِس کاراپتیان (۱۹۳۷)
- موزه دولتی طبیعی ایروان (۱۹۵۲)

## فناوری، دانش
- موزه تاریخ پزشکی ارمنستان (۱۹۷۸)
- موزه پزشکی ارمنیان (۱۹۹۹)
- موزه فضایی ایروان (۲۰۰۱)
- موزه دانش و فناوری ایروان (۲۰۰۸)
- موزه ارمنستان (۲۰۰۹)

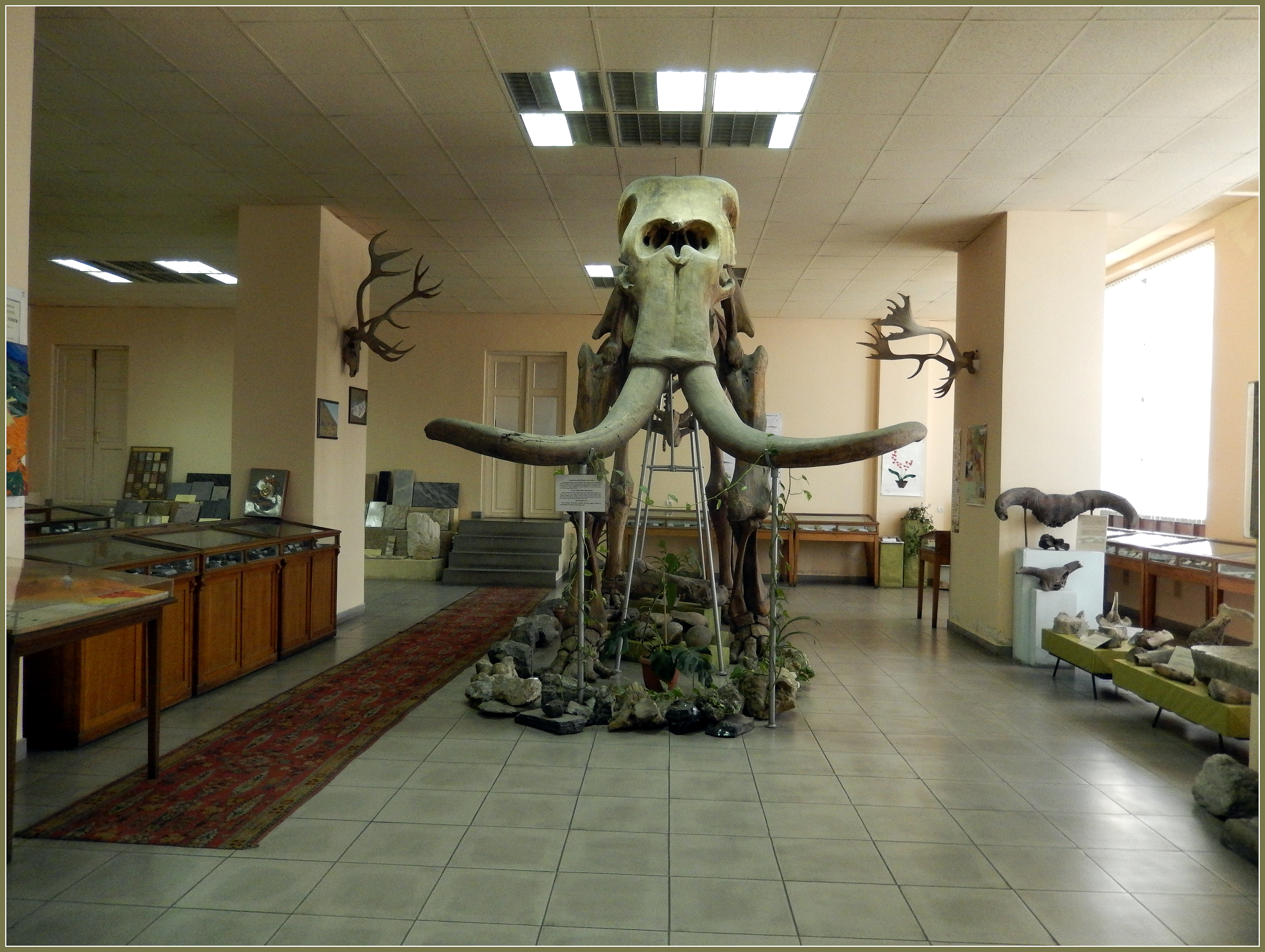

- موزه راه‌آهن ارتباطات ایروان (۲۰۱۲)
- Little Einstein Interactive Science Museum (۲۰۱۶)